# Tercer ruido cardíaco
El tercer ruido cardíaco es el que se escucha en la auscultación del corazón causado por sobrecarga de volumen en el ventrículo involucrado. Aunque no es un sonido común, suele detectarse en personas menores de 35 años y también aparece con frecuencia en mujeres durante el último trimestre del embarazo. 
Para mejor auscultar el tercer ruido, se suele acostar al sujeto en su lado izquierdo, identificando el latido de la punta, colocando la campana del estetoscopio ligeramente contra la superficie de la piel sobre el ápice del corazón.